# Stefan Eminger
Stefan Eminger (geboren 1967 in Wien) ist ein österreichischer Historiker und Zeitgeschichtler. Er bearbeitet insbesondere die Verbrechen des NS-Regimes im damaligen Reichsgau Niederdonau.

## Leben und Werk
Eminger studierte – nach zwei Semestern Rechtswissenschaft – Geschichte und Deutsche Philologie an der Universität Wien. 1995 schloss sein Magister-Studium mit der Diplomarbeit Gewerbepolitik und gewerbliche Organisationen in Österreich zur Zeit der Weltwirtschaftskrise ab, 2002 promovierte er zum Dr. phil. mit einer Arbeit über Organisationsformen, Interessenpolitik und politische Mobilität des Gewerbes in Österreich 1930 bis 1938. Von 1996 bis 2000 war er in zwei Forschungsprojekten von Karl Haas beteiligt, die vom Jubiläumsfonds der Oesterreichischen Nationalbank ermöglicht wurden. Von 2001 bis 2005 wirkte er als Lehrbeauftragter am Institut für Zeitgeschichte der Universität Wien, gleichzeitig war er wissenschaftlicher Mitarbeiter im Niederösterreichischen Landesarchiv in St. Pölten. Zu seinen Hauptarbeitsgebieten zählen seither Zwangsarbeit im NS-Regime, die sogenannten Arisierungen und Rückstellungen im historischen Reichsgau Niederdonau. Seit 2005 fungiert Eminger als Leiter des Referates für die zeitgeschichtlichen Bestände des Landesarchivs.
Gemeinsam mit seinem Kollegen Ernst Langthaler publizierte er das Taschenbuch Niederösterreich. Vom Ersten Weltkrieg bis zur Gegenwart, erschienen bei Haymon im Jahr 2012. Ebenfalls gemeinsam mit Langthaler – sowie mit Oliver Kühschelm und Peter Melichar – fungierte er als Herausgeber der dreibändigen Geschichte Niederösterreichs im 20. Jahrhundert, die 2008 bei Böhlau erschien. Eminger ist auch Kurator von regional- und landeshistorischen Ausstellungen zum 20. Jahrhundert und in der Lehrerfortbildung tätig.

## Publikationen (Auswahl)

### Monographien
- Geschichte(n) der katholischen Jugend in Obersdorf. Zeitgeschichtliche Beiträge zu jugendlichen Lebenswelten im ländlichen Raum. Begleitband zur gleichnamigen Ausstellung am 16./17. Juni 2001 und 23./24. Juni 2001 im Kultursaal Obersdorf, Obersdorf 2001.
- Lebenswelten Großgemeinde Wolkersdorf 1870–2000, Stadtgemeinde Wolkersdorf, Wolkersdorf 2004, ISBN 3-200-00284-0.
- Das Gewerbe in Österreich 1930–1938, Organisationsformen, Interessenspolitik und politische Mobilität, Studien Verlag, Innsbruck 2005, ISBN 3-7065-4000-2.
- Niederösterreich. Vom Ersten Weltkrieg bis zur Gegenwart. Innsbruck 2013 (mit Ernst Langthaler).

### Beiträge
- Kindheit und Jugend in der „Umbruchszeit“. Alltagserfahrungen, Überlebensstrategien und Handlungsspielräume von Heranwachsenden 1943 bis 1948, in: Jahrbuch für Landeskunde von Niederösterreich. Neue Folge 72/73/74, 2006–2008, S. 73–92.
- Das Niederösterreichische Landesarchiv 1938–1945. In: Generaldirektion des Österreichischen Staatsarchivs (Hrsg.): Österreichs Archive unter dem Hakenkreuz (= Mitteilungen des Österreichischen Staatsarchivs. Band 54). Studienverlag, Innsbruck 2010, ISBN 978-3-7065-4941-7, S. 473–525.
- Die Politik der österreichischen Handelskammern 1930 – 1938. S. 1–7 (PDF, univie.ac.at).
- Ausländische Zwangsarbeit in Niederdonau. Ein Überblick. In: Heinz Arnberger, Claudia Kuretsidis-Haider (Hrsg.): Gedenken und Mahnen in Niederösterreich. Erinnerungszeichen zu Widerstand, Verfolgung, Exil und Befreiung. Mandelbaum Verlag, 2011, S. 164–180.

### Herausgeber
- Reguliertes Land. Agrarpolitik in Deutschland, Österreich und der Schweiz 1930–1960; Ernst Bruckmüller zum 60. Geburtstag, Studien Verlag, Innsbruck 2005, ISBN 3-7065-4072-X (Hrsg. mit Ernst Langthaler und Josef Redl).
- Sowjets, Schwarzmarkt, Staatsvertrag. Stichwörter zu Niederösterreich 1945–1955. St. Pölten 2005, ISBN 3-85326-398-4 (Hrsg. mit Ernst Langthaler).
- Wolkersdorf 1938. Erinnerungen an die jüdischen EinwohnerInnen von Wolkersdorf. Wolkersdorf 2007 (Hrsg. mit Christian Schrefel, Johanna Grützbauch und dem Verein zur Dokumentation der Geschichte der jüdischen Bevölkerung in Wolkersdorf).
- Niederösterreich im 20. Jahrhundert, 3 Bände, Wien 2008 (Hrsg. mit Oliver Kühschelm, Ernst Langthaler und Peter Melichar):
  - Band 1: Politik. Niederösterreichisches Landesarchiv, Böhlau, Wien 2008, ISBN 978-3-205-78197-4 (Hrsg. mit Ernst Langthaler)
  - Band 2: Wirtschaft.  Wien / Köln / Weimar 2008, ISBN 978-3-205-78246-9 (GoogleBooks; Hrsg. mit Ernst Langthaler und Peter Melichar).
  - Band 3: Kultur. Wien 2008, ISBN 978-3-205-78247-6 (Hrsg. mit Oliver Kühschelm und Ernst Langthaler).
- Ein Land im Zeitraffer, Niederösterreich seit 1848, Bibliothek der Provinz, Weitra [2012], ISBN 978-3-99028-068-3 (gemeinsam mit Elisabeth Loinig und Willibald Rosner).
- Straßengeschichte(n). Handelswege quer durch Europa und mitten durchs Weinviertel. Begleitbroschüre zur gleichnamigen Ausstellung im Schloss Wolkersdorf (5. Mai 2013 bis 27. Oktober 2013), Wolkersdorf 2013 (gemeinsam mit Wolfgang Galler).
- Fern der Front – mitten im Krieg, Niederösterreich 1914–1918. Begleitbuch zur gleichnamigen Ausstellung in der NÖ Landesbibliothek von 30. September 2014 bis 27. Februar 2015, Bibliothek der Provinz, Weitra 2014, ISBN 978-3-99028-381-3 (gemeinsam mit Achim Doppler und Elisabeth Loinig).
- St. Pölten zwischen den Kriegen. Politik, Wirtschaft, Kultur 1918–1938 (= Studien und Forschungen aus dem Niederösterreichischen Institut für Landeskunde 63), Die Vorträge der 3. Kurztagung des NÖ Landesarchivs gemeinsam mit dem Kulturamt der Landeshauptstadt im Jubiläumsjahr 2013, Stadtmuseum St. Pölten, 24. September 2013, St. Pölten 2015.